# تسافت
تسافت (بالتيفيناغ ⵜⵙⴰⴼⵜ)جماعة قروية تابعة لقبيلة آيت توزين الريفية بإقليم الدريوش وتتموقع في أقصى غرب الإقليم. تحدها شمالا كل من جماعة إجرماواس وإفرني وشرقا جماعة أزلاف وكل هذه الجماعات الثلاث تابعة لقبيلة أيت توزين، جنوبا تحد بإقليم تازة تحديدا بجماعة سيدي علي بورقبة التابعة لقبيلة أكزناية الريفية، وغربا بإقليم الحسيمة تحديدا بجماعتي النكور وأربعاء تاوريرت التابعتين لقبيلة أيت ورياغل الريفية.
مركز جماعة تسافت يتواجد ببلدة كاسيطا، من بين الدواوير والقرى المتواجدة بجماعة تسافت نجد:
- كاسيطا
- إجعونن (أتسافت)
- تلامغيت (أتسافت)
- بوعلمة (أتسافت)
- آيت العالي (أتسافت)
- تاغزوت نتاشا (أتسافت)
- لبعول (أتسافت)
- بني زيان (أتسافت)
- دول (أتسافت)
- إدرازن (أتسافت)
- زاوية الحاج علي (أتسافت)
- تازمي (أتسافت)
- حجرة القضاء
- إعزوزن (أتسافت).

## جغرافية المنطقة
تقع جماعة تسافت على سفوح جبال الريف وبها تتواجد أعلى قمة جبل بإقليم الدريوش وهو جبل قشقش طبيعة المنطقة جبلية وتنبت فيها أشجار كالزيتون واللتين وأشجار مثمرة أخرى، ويبلغ عدد سكانها حوالي 10284 نسمة حسب إحصاء سنة 2004. منهم 8158 في الوسط القروي و2126 في مركز قاسيطة. أغلبية السكان يعيشون بالفلاحة أو التحويلات العائلية من دول الخارج فالكثير من أبناء المنطقة هاجروا إلى دول أوروبا خصوصا هولندا وبلجيكا وبدرجة أقل فرنسا وإسبانيا.

## تاريخ
جبل تسفت عرف تواجد بشري ونشاط زراعي قديم بين نهري النكور وكرت.